# Astragalus prorifer
Astragalus prorifer är en ärtväxtart som beskrevs av Marcus Eugene Jones. Astragalus prorifer ingår i släktet vedlar, och familjen ärtväxter. Inga underarter finns listade i Catalogue of Life.